# Trì hoãn
Trì hoãn (hay còn có những cách gọi khác với nghĩa tương tự là tính chần chừ, hay thói lề mề, sự lần lữa, thói rề rà, ù lỳ hay đình trệ hoặc là dây dưa, chậm trễ) là hành động cố tình hoãn lại một việc gì đó cho dù biết rằng điều đó cần thiết phải làm, nếu không sẽ dẫn đến những hậu quả bất lợi. Trì hoãn còn là việc lảng tránh những việc lẽ ra cần phải được tập trung giải quyết ngay dẫn đến việc đó luôn bị hoãn lại, ngưng trệ, chậm trễ tiến độ đề ra thậm chí là lãng quên. Trì hoãn cũng chỉ về việc sự thay thế những việc có mức độ ưu tiên cao hơn cho những việc là mức độ ưu tiên thấp hơn và dành nhiều thời gian cho việc giải quyết các công việc có mức độ quan trọng, mức độ ưu tiên thấp, hay là sự ưu tiên làm những việc mà bản thân yêu thích hoặc cảm thấy thoải mái hơn là những việc quan trọng, cần phải làm dẫn đến xao lãng những công việc quan trọng, cần thiết, cấp bách.
Một số nhà tâm lý cho rằng sự trì hoãn là một cơ chế để đối phó với sự lo lắng liên quan đến việc bắt đầu hay sự khởi đầu của một công việc hoặc việc hoàn thành bất kỳ nhiệm vụ nào hay là thời khắc để ra quyết định, sự lo âu này khiến con người trì hoãn nhất là đối với những người làm việc theo kiểu bốc đồng, tài tử, làm theo sở thích, ngẫu hứng. Tính chần chừ là đặc tính của từ 20% đến 25% của người lớn, đặc biệt là phụ nữ  và khoảng 15-20% dân số nói chung đều hay trì hoãn, trong giới sinh viên, con số lên tới 90%. Một ước tính khác cho rằng 80% -95% sinh viên đại học có các dấu hiệu của sự trì hoãn.

## Dấu hiệu
Nhìn chung, sự trì hoãn là một thói quen thuộc về khía cạnh tâm lý, biểu hiện thông qua từng cá nhân cụ thể nhưng một số dâu hiệu chung có thể nhận biết một người có thói quen trì hoãn, cụ thể là:
- Thường hay chần chừ khi làm việc gì đó, mặc cho hạn chót đang cận kề, một số người lập kế hoạch và lên hạn chót (dead line) cho một số công việc nhưng các công việc ấy cứ liên tục bị đình trệ và hoãn lại thời gian thực hiện. Một ví dụ cụ thể là lướt web cả đêm trong khi vẫn còn bài tập phải nộp trong ngày mai.
- Lưu lại một công việc nào đó trên danh sách những việc cần làm trong suốt một thời gian dài, ngay cả khi biết nó rất quan trọng. Và chờ đến khi bắt tay thực sự vào làm thì mọi thứ cũng đã rối tinh lên, vượt quá tầm kiểm soát hoặc tính chất, hình thái công việc đã chuyển sang trạng thái khác.

| “ | Tôi biết mình phải làm gì. Tôi hiểu rõ những ích lợi của việc đó. Tôi cũng biết những hậu quả tiêu cực nếu mình không làm nó. Tôi có đủ năng lực và công cụ để thực hiện công việc. Nhưng tôi vẫn không làm | ” |

- Sự trì hoãn còn thể hiện ngay trong những công việc gia đình, cho dù là những việc nhà, công việc đơn giản, như việc một số người dự định xắn tay vào dọn dẹp cho nhà cửa gọn gàng nhưng rồi vẫn chưa thực hiện được, chẳng hạn như: Lên kế hoạch là sáng chủ nhật sẽ dọn nhà, nhưng vì lý do bận bịu cho nên là căn phòng vẫn nguyên trạng từ tuần này sang tuần khác, ngày này qua tháng nọ. Hoặc những việc dường như nhỏ nhặt đi đổ rác, rửa xe, thăm nhà bạn bè, thăm nhà bà con, họ hàng) nhưng lại không làm ngay, đợi rồi cuối cùng là không làm.
- Dành phần lớn thời gian, thậm chí cả ngày chỉ để làm những việc kém quan trọng nhất trong danh sách những việc phải làm hay để hàng loạt những công việc không quan trọng lấn át toàn bộ quỹ thời gian. Thông thường nếu không thích làm một công việc nào đó thì một số người sẽ bỏ lại chúng sau nhiều mục tiêu khác. Đến khi hoàn thành công việc gần cuối cùng thì cảm thấy mình đã làm được một số việc hữu ích nhưng thực tế đó không phải là những việc thực sự cần xử lý và công việc trọng tâm vẫn chưa được triển khai thực hiện.
- Kiểm tra và nhớ lại một công việc, kế hoạch nào đó tới hơn một lần và không hề bắt tay vào làm gì với nó, hoặc khởi động làm một cách qua loa, chiếu lệ rồi bỏ mặc, không đeo bám.
- Bắt tay vào những công việc quan trọng nhất, nhưng gần như ngay lập tức ngừng lại và phân tâm để thực hiện các việc khác như pha cà phê hay kiểm tra email, lướt Web hoặc làm những công việc linh tinh khác mà không hỗ trợ hoặc liên quan đến công việc đang bắt tay làm, đó còn là biểu hiện qua sự phân tâm, mất tập trung trong công việc.
- Có thói quen hẹn, chờ ví dụ như: Chờ chút!, để lát làm! hoặc để mai tính! đó là những lời tự hứa hẹn theo kiểu con ma nhà họ Hứa. Đồng thời một số người luôn đưa ra nhiều giải thích, biện minh cho sự chậm trễ của mình với những lý do không chính đang và mang tính tự huyễn hoặc, chỉ để lừa phỉnh chính bản thân và ngầm khẳng định lần sau sẽ lại tiếp tục trễ như: Tại tôi có tới ba đứa con phải đưa đi học, Tại tôi phải ngừng tới hai lần đèn đỏ.. Nói chung, luận điệu của những người mắc bệnh trì hoãn là tôi bị thế này tôi bị thế kia dù họ thực ra đã nhận thức được vấn đề, song lại không làm và khất lần khất lượt.

## Phân loại
Rory Vaden phân chia trì hoãn làm 03 loại:
- Trì hoãn cổ điển: Là sự chủ tâm làm đình trệ những việc ta biết mình cần phải làm
- Lãng tránh sáng tạo hay lãng tránh có tính sáng tạo: Là hành động ta vô thức lấp đầy ngày làm việc của mình bằng những việc lặt vặt đến mức cuối cùng ta bận rộn chỉ vì những thứ không đâu. Khi không có mục đích rõ ràng, ta trở nên trung thành kỳ lạ với những thứ vặt vãnh vớ vẩn.
- Ưu tiên loãng: Là những người biết rõ mục tiêu của mình nhưng vẫn để sự tập trung trôi sang những việc kém quan trọng hơn, những người bị pha loãng ưu tiên lại biến sự việc khẩn cấp thành quan trọng. Thay vì làm những thứ ta biết là cần phải làm, ta luôn bị mắc vào những thứ sát nút nhất và gây chú ý nhất.

## Hậu quả
Sự trì hoãn có thể đem lại nhiều hậu quả và rắc rối trong công việc, trong đời sống, trì hoãn dẫn đến căng thẳng, cảm giác tội lỗi, nặng nề và khủng hoảng về tâm lý đặc biệt là sự hao hụt mất mát nghiêm trọng trong năng suất lao động cá nhân, sự chỉ trích, phê bình và dày vò của xã hội khi họ không đáp ứng các trách nhiệm, cam kết về thời hạn, tiến độ hoàn thành công việc. Những cảm xúc này kết hợp với nhau và có thể thúc đẩy sự trì hoãn hơn nữa. Nhiều người mắc bệnh trì hoãn thường xuyên than phiền về tâm trạng lo lắng đến mất ăn mất ngủ khi hạn hoàn thành công việc đã cận kề, cảm thấy cắn dứt và sự hoảng sợ buộc họ phải tăng tốc để hoàn thành vừa kịp hạn.

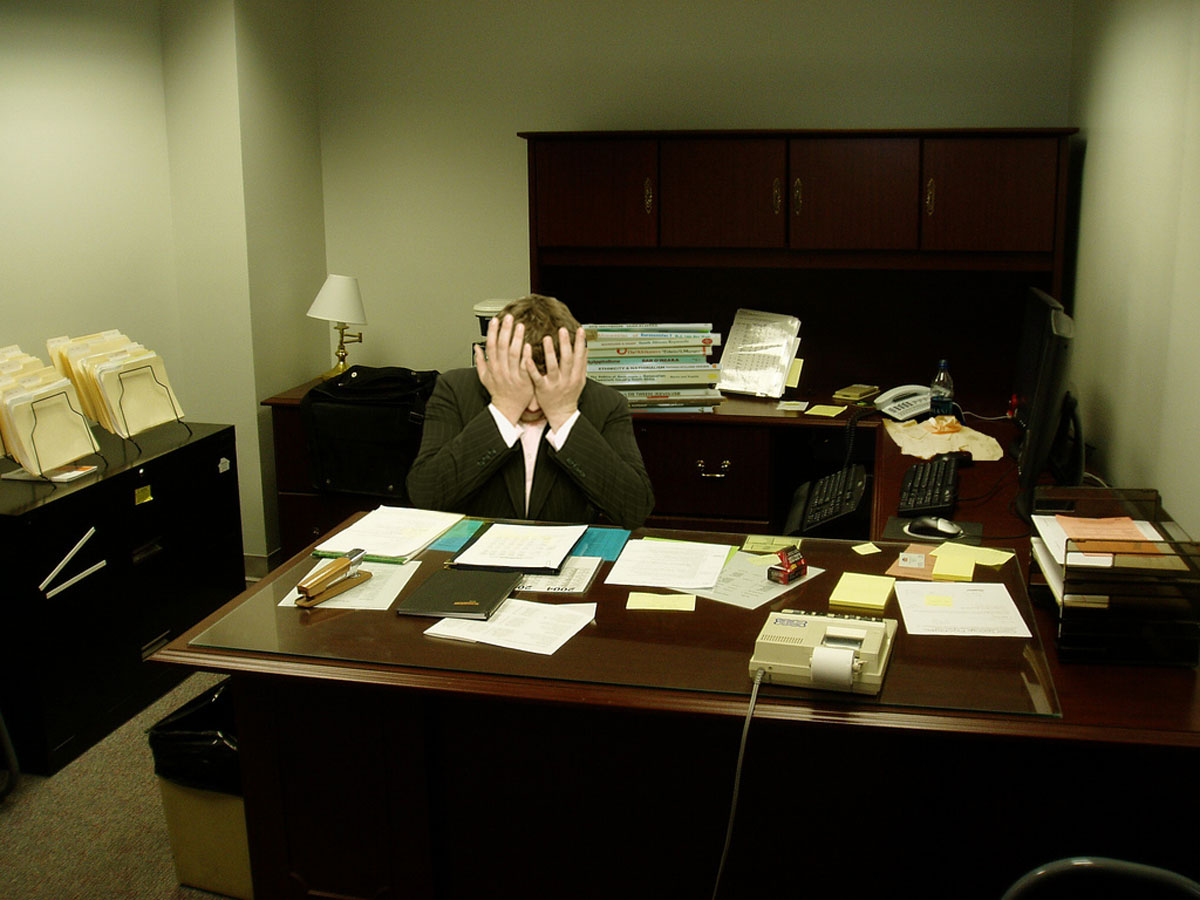
Trì hoãn khiến công việc phát sinh thêm dồn dập, bộn bề, quá tải và mất kiểm soát, kết quả là thất bại trong bận rộn. Linda Stone cho rằng: "Bận rộn và được kết nối cho chúng ta cảm giác tồn tại. Nhưng hậu quả là chúng ta sẽ trở nên căng thẳng, bó buộc và không làm tròn nhiệm vụ"

Sự trì hoãn sẽ trở thành một rắc rối khi nó cản trở hoạt động bình thường không được diễn ra suôn sẽ, trôi chảy theo ý muốn, nó thường khiến người ta thất bại trong việc thực hiện các cam kết đặt ra Việc trì hoãn một cách triền miên này sẽ làm cho chủ thể sẽ gặp gặp khó khăn trong việc tìm kiếm sự tin cậy, tin tưởng, giao trách nhiệm do sự kỳ thị, đánh giá của xã hội và thành kiến cho rằng những nhiệm vụ trễ nải này do sự lười biếng, thiếu ý chí và nghị lực, không có quyết tâm, thiếu sự chú tâm, tập trung trong công việc hay là người không có tham vọng thiếu chí tiến thủ.
Sự trì hoãn chi phối không nhỏ đến công việc, nghề nghiệp của một số người và thậm chí nó khiến các nỗ lực của họ quay về điểm xuất phát. Hoặc do thói quen trì hoãn mà những công việc quan trọng đang làm ít nhiều bị đình trệ, bỏ bê điều này có thể ảnh hưởng nghiêm trọng đến kết quả cũng như thời gian hoàn thành công việc, thậm chí là để trôi việc, sót việc, quên việc. Những lần trì hoãn có thể ngăn cản việc thực hiện những điều thực sự thiết yếu với sự thành công của mỗi cá nhân. Quan điểm sống tiêu diêu, thư thái, thường xuyên trì hoãn mọi việc tiềm ẩn các tác động tiêu cực sự thành công của cá nhân.. 
Sự trì hoãn là nguyên nhân lớn nhất làm giảm thiểu năng suất lao động và chậm tiến độ công việc. Việc chần chừ không chỉ làm giảm mức độ hoàn thành công việc, mà còn ảnh hưởng tới thu nhập cá nhân. Hậu quả của thói trì hoãn là công việc cấp bách, dồn lại thì lại trở nên quá tải, không thể giải quyết hiệu quả điều này dễ khiến người ta vội vàng, bộp chộp làm việc lụp chụp, qua loa dẫn đến nhiều sai sót hoặc không đáp ứng được chất lượng và kết quả là thất bại trong bận rộn. Một cuộc khảo sát do H&R Block thực hiện cho thấy việc chần chừ đến phút cuối cùng mới kê khai thuế khiến mọi người thiệt hại trung bình 400 USD do những sai sót do cẩu thả. "Càng chần chừ thì rắc rối càng tăng thêm, và ta là người phải trả giá" (Rory Vaden) và "Nếu bạn cứ chần chừ, không thực sự bắt tay vào công việc thì chắc chắn công việc sẽ không bao giờ được hoàn tất" (người Yoruba)
Sự trì hoãn, chần chừ sẽ làm mất đi cơ hội, làm mất đi những quyết định nhanh chóng. "Sự trì hoãn phá hủy ước mơ của ta duyên dáng hơn mọi xung lực khác nằm trong tầm kiểm soát. Nó đánh cắp của ta những đam mê cháy bỏng nhất và chẳng để lại gì ngoài hàng đống những lời bao biện đáng thất vọng" (Rory Vaden), là một trong những điều kiện của Quy luật ý chí giảm dần tức là sự quyết tâm sẽ giảm dần theo thời gian. "Sự trì hoãn và tự nuông chiều bản thân không khác gì những tay chủ nợ rồi sẽ đến đòi bạn trả lãi" (Rory Vaden). Theo Rory Vaden thì trong thời đại ngày nay, kỷ luật bản thân ngày càng thui chột, chúng ta đều đầu hàng trước những trò giải trí, những điều phù phiếm và sự lãng tránh, thói quen nuông chiều, tính thờ ơ và trì hoãn, chúng ta trở nên yếu đuối, ục ịch và hư hỏng, chúng ta đã trở thành một Quốc gia của Sự trì hoãn (ProcrastiNation) Ở Việt Nam hiện nay là căn bệnh trì trệ trong hệ thống chính quyền, hệ thống hành chính vì sợ trách nhiệm, ngại khó, ngại khổ, tư duy nhiệm kỳ, sợ mất lợi ích, mất ghế và cũng có nguyên nhân từ cơ chế. Sự trì trệ chính là một trong những tổn thất vô hình lớn nhất trong kinh doanh ngày nay.

## Nguyên nhân
Nhìn chung, sự trì hoàn là một hiện tượng tâm lý và thói quen của con người, và có thể xảy ra khi xuất hiện một khoảng thời gian trống giữa những hành động nằm trong dự định và những hành động tự phát và khi có dấu hiệu của một khoảng thời gian giữa những việc dự định làm cho đến khi những việc ấy thật sự được tiến hành, người ta cũng có xu hướng trì hoãn khi trì hoãn công việc là thấy thời gian còn lại quá dư dả. Một số nghiên cứu chỉ ra nguyên nhân của hiện tượng này gồm

### Nguyên nhân
Sự trì hoãn bắt đầu từ sự lười biếng vì khi có tính lười biếng thì một số người có thể để mọi việc vào một thời điểm khác để thực hiện, và không có nhiều động lực để làm ngay, làm gấp gáp. Một số người nhận thấy công việc khó nên ngán ngại, không muốn bắt tay vào thực hiện, và theo tư duy rằng mong có được điều mình muốn mà không nhất thiết phải tốn quá nhiều công sức, và lúc nào cũng có lối tắt cả trong công việc lẫn đời sống hàng ngày. Ta muốn mọi thứ ngay tức khắc mà không cần phải nhọc công. Ta hầu như chẳng bao giờ làm xong những gì mình khởi tạo, nếu như việc đó không đơn giản hoặc cực kỳ thư giãn. Ở Việt Nam có câu: "Ăn như rồng cuốn, nói như rồng leo, làm như mèo mửa".
Thói quen tùy tiện, vô tổ chức, vô kỷ luật, nổi hứng, bốc đồng trong công việc, lao động, sản xuất cụ thể là:
- Chờ khi có hứng: Một số người không thích làm việc đó do chưa cảm thấy hứng thú. Hoặc khi tâm trạng bạn không thoải mái, cảm xúc không tốt nên không thực hiện mà đợi đến lúc tinh thần thoải mái rồi mới bắt tay làm. Ví dụ: Tôi cảm thấy không thoải mái khi bắt tay vào việc lúc này hoặc làm việc theo kiểu ngẫu hứng lý qua cầu, thích thì bắt tay vào làm, không thích thì không ngó ngàng.
- Chờ tới đúng lúc: Nhiều người không nghĩ đã tới lúc cần phải hành động trong khi thực sự thì thời điểm đó đã tới. Biểu hiện qua kiểu "bình chân như vại", chờ cho "nước đến chân rồi mới nhảy", chờ cho hội tụ đủ Thiên thời-địa lợi-nhân hòa. Hoặc làm việc theo kiểu "bức hổ nhảy tường" để tạo kỳ tích, họ để lại công việc đến thời điểm cuối cùng sẽ tạo ra kết quả tốt hơn (ví dụ: Tôi sáng tạo nhất vào thời điểm tối khuya do đó tôi định chờ đến tối nay rồi sẽ làm. Hoặc: Trước ngày thi thì minh mẫn nhất, để đến lúc đó học cũng được).
- Khi có cảm giác bị ép buộc phải làm việc, thì sự hưng phấn sẽ giảm sút đi và không có nhiều động lực để thôi thúc họ háo hức bắt đầu công việc.

### Lo ngại
Sự trì hoãn cũng xuất phát từ nỗi sợ hãi, lo âu do trì hoãn được coi là một cơ chế để đối phó với sự lo lắng liên quan khi bắt đầu thực hiện một công việc hoặc việc hoàn thành nhiệm vụ được giao hay là thời khắc để ra quyết định, sự lo âu này khiến con người trì hoãn nhất là đối với những người làm việc theo kiểu bốc đồng, tài tử, làm theo sở thích, ngẫu hứng, thăng hoa. Tác giả Susan Jeffers trong cuốn Cảm nhận nỗi sợ hãi và hành động bằng mọi giá cho rằng sai lầm lớn nhất mà đa số mọi người thường mắc phải là chờ đợi. Họ hy vọng cảm giác sợ hãi sẽ dần lắng xuống hay biến mất trước khi họ sẵn sàng hành động. Trên thực tế những người như vậy sẽ phải chờ đợi mãi mãi Các nỗi sợ cụ thể sẽ xuất hiện trước khi bắt tay vào việc là:
- Sợ thất bại, sợ hỏng việc. Nỗi sợ hãi hay lo âu về sự thất bại khi thực hiện một công việc: Nhiều người hoài nghi năng lực của mình, liệu mình có đủ sức để làm việc đó  (Ví dụ: Tôi không nghĩ mình có thể làm nó. Nếu tiếp tục, tôi sẽ thất bại mất thôi hoặc: Nếu tôi đã từng thất bại, tôi phải làm thế nào để kiểm soát những bối rối đó? Tốt hơn hết là đừng xuất hiện trong lần trình bày này. Vậy là trì hoãn thôi). Ngoài ra người trì hoãn thường thiếu tự tin vào bản thân, ít mong đợi rằng họ sẽ hoàn thành được nhiệm vụ.[3]
- Sợ khó, ngại khó. Trong trường hợp công việc được cho là quá khó khăn thì cũng có xu hướng bị trì hoãn nhiều, do nhiều người có tâm lý ngại giải quyết vấn đề nan giải, tâm lý ngán khi phải làm và nản khi chưa bắt tay vào công việc. Một số công việc mang tính chất dài hạn, chiến lược hoặc mang tầm vĩ mô thì nhiều người không có định hướng, không biết phải bắt đầu từ đâu và triển khai thực hiện như thế nào dẫn đến bị ngưng trệ.
- Sợ thành công, sợ bị kỳ vọng, sợ đố kỵ: Một số người lo lắng nếu làm tốt thì người ta sẽ kỳ vọng vào mình, giao thêm nhiệm vụ hoặc bản thân có thể bị xăm soi. Ví dụ: Nếu làm tốt lần này, người ta sẽ chờ đợi tôi làm được như thế ở lần sau. Liệu tôi có thể đương đầu với những áp lực để tiếp tục gặt hái thành công?
- Sợ phá vỡ những truyền thống,[24] sợ trách nhiệm: (Ví dụ: Nếu những trật tự cũ bị phá vỡ, ai mà biết tình huống mới sẽ diễn ra như thế nào? Thôi thì ta cứ để mọi thứ hệt như cũ đi. Tại sao phải chấp nhận rủi ro chứ?, ai chịu trách nhiệm cho mọi thứ xảy ra?), trong đó bệnh sợ trách nhiệm được xem là điển hình của toàn hệ thống chính trị của Việt Nam[25][26]
- Sợ mất mát: Ví dụ: Nếu làm việc đó bây giờ, có thể tôi sẽ mất mát một vài thứ. Các nhà tâm lý nói nguyên nhân số một của mọi sự trì hoãn là hành động tự trách. Ta thấy an toàn hơn khi không phải bắt đầu một hành trình đáng sợ hoặc một nhiệm vụ khó bởi vì ít nhất ta biết mình sẽ không thất bại[27].

### Năng lực xử lý
Sự trì hoãn hình thành khi đánh giá không đúng mức công việc, độ khó khăn và thời gian dành cho một hoạt động cụ thể. Một lỗi chủ yếu mà mọi người hay mắc phải khi trì hoãn công việc là thấy thời gian còn lại quá dư dả. Nguyên nhân này biểu hiện qua các mặt cụ thể như:

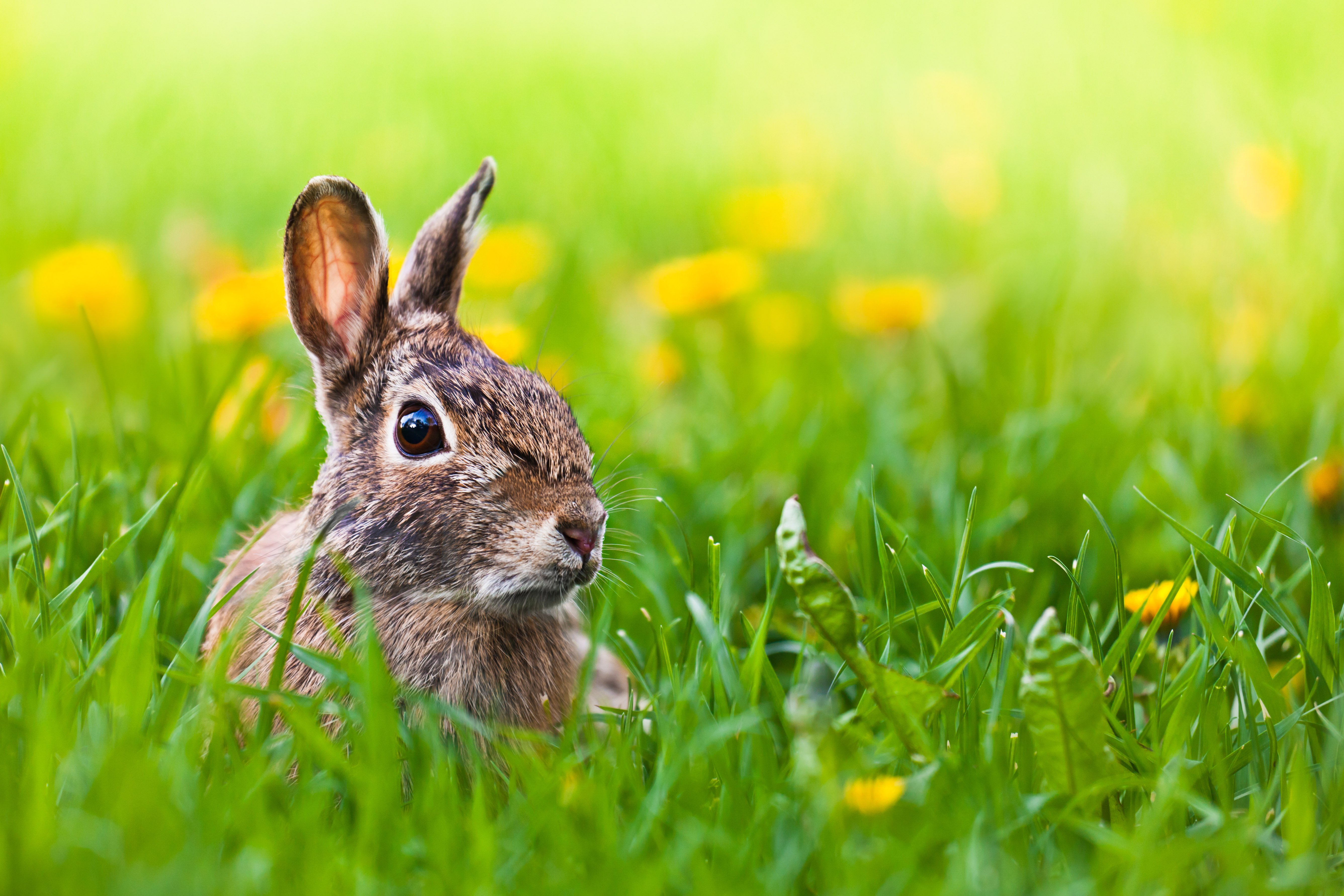
Câu chuyện ngụ ngôn về cuộc đua giữa thỏ và rùa, thỏ không tăng tốc về đích ngay, thỏ có thể dễ dàng làm điều đó nhưng nó vẫn không làm, nó chờ đến khi rùa gần về đích mới nỗ lực thì đã quá trễ

- Chủ quan, coi nhẹ mức độ khó khăn của công việc: Nhiều người nghĩ công việc họ làm không phứ tạp lắm và không dành nhiều thời gian hoặc quan tâm làm sớm. Khi bắt tay vào làm việc thì họ mới nhận ra cần phải nỗ lực nhiều hơn họ tưởng. Một số người khi thấy việc dễ dẫn đến việc quá chủ quan trong tính chất công việc, và điều gì quá dễ dàng vô hình trung cũng bị trì hoãn do tính chủ quan của mỗi người. (Ví dụ: Chỉ là việc cắt cỏ thôi mà, quá dễ… 30 phút là xong. Hoặc: Chuyện nhỏ, tý nữa rồi làm hoặc Tôi định đến nha sĩ khám răng, nhưng bạn biết đấy, răng miệng thì chẳng quan trọng cho lắm, chắc thôi, để bữa khác....). Rory Vaden cho rằng "Những điều dễ dàng trong ngắn hạn không hề dễ về lâu dài"[28]
- Nhận thấy công việc không khẩn cấp: Một trong những yếu tố khiến nhiều người hành động chính là tính khẩn cấp, cần thiết và cấp bách, bức xúc của vấn đề. Ngược lại, những công việc mà việc giải quyết nó chưa thực sự cần gấp cho thời điểm hiện tại lại được liệt vào danh sách trì hoãn dù đáng lẽ ra thời điểm thực hiện là vào ngay lúc đó. Tiêu biểu là kiểu học dồn, học chạy, học nhồi nhét của các sinh viên, không học bài, ôn bài từ lâu trước khi kỳ thi mà chỉ dành một khoản thời gian gấp gáp, cận kề ngày diễn ra kỳ thi đây gọi là Hội chứng sinh viên (Student syndrome)[29] rồi khi không đạt kết quả tốt thì cho là học tài thi phận.
- Năng lực đánh giá và xử lý công việc xuất phát từ tư duy ngắn hạn từ đó kỹ năng đưa ra quyết định kém. Sự trì hoãn xảy ra khi người ta không hình dung ra được sự khác nhau giữa việc cấp bách và việc quan trọng do đó thiếu sự ưu tiên, đầu tư, dành thời gian thích hợp để xử lý thỏa đáng dẫn đến không công việc nào hoàn thành đúng tiến độ hoặc hoàn thành một cách trọn vẹn, còn dở dang. Những công việc cấp bách, xảy đến đột ngột đa phần là những công việc không quan trọng vì nó không nằm trong kế hoạch công việc, khi bắt tay vào giải quyết các công việc cấp bách thì thường chúng sẽ làm tốn nhiều thời gian do chưa có sự chuẩn bị để giải quyết những công việc này. Trong khi đó công việc quan trọng đang làm ít nhiều bị trì hoãn và điều này có thể ảnh hưởng nghiêm trọng đến kết quả cũng như thời gian hoàn thành công việc. Ngoài ra do khả năng quyết định kém nên một số người không thể quyết định được cần làm gì và sẽ phải trì hoãn mọi việc nếu có dấu hiệu đi lệch hướng hoặc vượt khỏi tầm kiểm soát.
- Thiếu kỹ năng tổ chức, óc tổ chức sắp xếp, phân bố công việc, khả năng điều tiết, điều phối các hoạt động: Nhiều công việc, hoạt động có thể bị chậm với một lý do công việc đó phức tạp và đòi hỏi nhiều thời gian, mọi công việc đều đòi hỏi một khoảng thời gian nhất định ví dụ như: xây một căn nhà, viết một quyển sách, làm báo cáo hay việc vặt trong văn phòng đều như nhau. Ngoại trừ một số ít các trường hợp ngoài ý muốn dẫn đến không kiểm soát nổi, đa phần người ta đều có thể tính toán trước thời gian mình cần để hoàn thành một công việc. Nhưng do thiếu khả năng sắp xếp, kiểm soát công việc nên rơi vào trì hoãn, chậm tiến độ.

### Quan điểm công việc
- Không yêu thích công việc, cho rằng công việc không thú vị, nhàm chán và lặp lại đặc biệt là do sự nhàm chán trong công việc.[30] Khi một số người ghét làm một việc gì đó, họ sẽ có xu hướng hình thành những luận điểm có vẻ thuyết phục để khỏi làm việc đó do đó  mọi người hay hoãn lại công việc khi nó nhàm chán.[3] Ngoài ra họ có thể cảm thấy công việc quá tải với mình hoặc cảm thấy thật không công bằng khi làm việc này hoặc bị công việc lấn át. Ví dụ: Được rồi! Tôi đang trì hoãn bởi vì nhiệm vụ lần này là không công bằng.
- Nhiệm vụ được giao quá mơ hồ: Khi đã bắt tay vào việc, nhưng nhiệm vụ được giao quá mơ hồ, mù mờ. Khi đó, một số người khó có thể tìm được lý do tích cực để tiếp tục công việc, từ đó có khó khăn để quen với việc bắt đầu công việc một cách đúng thì giờ, nhất là khi hậu quả của việc trễ giờ là rất lớn.
- Thiếu những mục tiêu rõ ràng trong công việc và không đề ra những tiêu chuẩn rõ ràng về nhiệm vụ được giao, ví dụ: Nhiều người đã bắt tay vào công việc nhưng lại chẳng hề có ý tưởng chính xác về kết quả đặt ra của nhiệm vụ được giao hay họ không hiểu rõ những yêu cầu trong khi tiến hành công việc.
- Sự cầu toàn, theo chủ nghĩa hoàn hảo hướng đến sự hoàn mỹ.[3][31]  Với một số người thì sợ sự hoàn hảo theo kiểu: Nếu bắt đầu công việc bây giờ, thì sẽ không thể hoàn thành nó cho tới khi đạt được một mức độ hoàn hảo nhất định. Mà liệu có thời gian để đạt tới sự hoàn hảo đó không? hoặc theo kiểu Tôi chẳng có kỹ năng cũng như phương tiện phù hợp để làm việc này hoàn hảo nhất. Vì thế, tôi chẳng muốn làm chút nào.[5] Rồi thay vì lao vào hành động, ta chờ đợi. Ta đợi một kế hoạch hoàn hảo, một thời khắc hoàn hảo và những nguồn lực hoàn hảo, đó là sự cầu toàn. Vấn đề là một hoàn cảnh hoàn hảo chẳng bao giờ đến[32]. Hoặc theo kiểu chờ đến khi Thiên thời-Địa lợi-Nhân hòa mới bắt tay vào thực hiện những nhiệm vụ trọng yếu. Trong tác phẩm Đôi mắt của nhà văn Nam Cao có nhắc đến chi tiết nhân vật Hoàng là một nhà văn đàn anh nhưng khi được nhân vật Độ hỏi tại sao lâu rồi mà chưa viết được một tác phẩm nào thì anh ta trả lời là tại vì chưa kiếm được một cái bàn nào cho ra hồn.

### Yếu tố khác
Ảnh hưởng từ môi trường xã hội bên ngoài, sự trì hoãn từ phía người khác, nhất là người thân, bạn bè, đám đông, những người xung quanh  có thể khiến một số người có xu hướng gây ra sự trì hoãn cho chính mình. (ví dụ: Mọi người đều vậy thì mình gấp làm gì, cứ tàn tàn cũng được!). Sự phân tâm và tính hay lo ra chính là nguyên nhân khiến phụ nữ hay bị mắc tính trì hoãn, khi đang cần giải quyết công việc thì lại bị những vấn đề khác hấp dẫn hơn cuốn hút như: online, lướt web, hẹn hò, shopping… dẫn đến việc thấp thỏm, nhấp nhổm khi đang giải quyết công chuyện, không chú tâm và tập trung khi làm việc. Ở nhiều công ty, hội họp là nguyên nhân xao lãng công việc Không gian mở dễ gây xao lãng và mất tập trung, yếu tố tác động chính là tiếng ồn, sự gián đoạn trong công việc và thiếu sự riêng tư, thật khó tập trung làm việc khi xung quanh là tiếng gõ bàn phím lách cách, giấy tờ sột soạt, tiếng trò chuyện râm ran trong phòng và qua điện thoại.
Ở góc độ sinh lý, có quan điểm cho rằng sự trì hoãn liên quan đến cấu trúc não bộ, theo đó nguồn gốc sinh lý của sự trì hoãn chủ yếu xung quanh vai trò của vỏ não trước trán, sự trì hoãn liên quan đến tính chất bốc đồng, khu vực này của não sẽ chịu trách nhiệm cho các chức năng điều hành, kiểm soát các hoạt động của não bộ như lập kế hoạch, kiểm soát xung động, sự chú ý, và hành động như một bộ lọc thông qua việc giảm kích thích mất tập trung từ các vùng khác của não. Khi bị chấn thương hoặc chức năng này được kích hoạt ở mức độ thấp nó có thể làm giảm khả năng của một cá nhân để chọn lọc ra các kích thích mất tập trung để loại bỏ, cuối cùng gây mất tập trung và gia tăng sự trì hoãn. William James nhận thấy rằng tâm trí của con người không thể tập trung vào bất kỳ sự vật nào quá vài giây, chính xác hơn, họ không thể làm vậy nếu không có sự tập luyện bài bản.

## Khắc phục
Nhìn chung, con người trong những hoàn cảnh nhất định không thể kiểm soát mọi điều xảy đến với mình, tuy nhiên vẫn có thể có những phương pháp giúp kiểm soát sự trì hoãn hoặc không để trở thành nạn nhân của thói trì hoãn triền miên. Một số chuyên gia góp ý các giải pháp để khắc phục thói trì hoãn là:

### Hành động
Hành động là một chiến lược và cũng là một thói quen, nhưng nó còn là một suy nghĩ nữa, khả năng hành động là kết quả của lối suy nghĩ đúng đắn. Để khắc phục sự trì hoãn thì nhiều ý kiến cho rằng nên có sự nỗ lực và quyết tâm, làm việc tập trung. Năm 1940, Albert Gray viết: "Bất cứ quyết tâm nào được đặt ra hôm nay cũng cần phải được đặt lại vào ngày mai" để chống lại Quy luật ý chí giảm dần (sự quyết tâm sẽ giảm sút theo thời gian). Phát triển thói quen hành động bất chấp sợ hãi sẽ tạo ra chuyển động và lực đà. Rèn luyện thói quen hành động bằng cách liên tục cố gắng tiến bộ và bỏ qua những đòi hỏi đối với sự hoàn hảo, vượt qua sự cầu toàn không phải nhấn mạnh vào kết quả vượt bậc mà vào cố gắng vượt bậc, thay vì là người cầu toàn (Perfectionist) hãy là người dự đoán (Pre-Fectionist)
Một số người đề xuất công thức chống trì hoãn mà người ta gọi nó là Kỹ thuật IMAN theo đó:
- I: Tôi
- M ust: Phải
- A ct: Hành động
- N OW: Ngay bây giờ

Đồng thời phải chuyển biến tạo động lực từ khoanh tay thúc thủ, án binh bất động, thủ khẩu như bình đến ra tay hành động, phải xắn tay áo hành động. Sau khi đã thu thập mọi phương tiện, kỹ năng và cả những chiến lược làm việc thì phải ứng dụng tất cả những gì đã biết vào công việc, tranh thủ làm ngay. Và cần ngừng ngay câu nói đại loại như: Ngày mai tôi sẽ làm nó hoặc để mai tính vì ngày mai dường như sẽ không bao giờ tới mà công việc thì cứ bộn bề.
| “ | Việc hôm nay chớ để đến ngày mai | ” |

Hãy cố gắng thực hiện những gì quan trọng cần làm hôm nay. Nếu không, bạn có thể tiêu tốn thời gian cho phép của những nhiệm vụ nhất định bởi bạn cố tình chọn những việc khác nằm trong mục tiêu. Khi bạn giật mình nhìn ra thì thời hạn hoàn thành đã cận kề và khả năng trễ hạn (deadline) của bạn là rất cao. Trừ khi con người bạn có khả năng tăng tốc rất lớn trong một khoảng thời gian tương đối ngắn, bạn nên thực hiện công việc dần dần theo tiến độ đều đặn để không ảnh hưởng đến việc hoàn thành nhiệm vụ của mình và người khác. "Bạn có kết thúc được một công việc, thì một công việc khác mới có thể bắt đầu" (Khuyết danh). Nâng cao sự quyết tâm và can đảm khi đối mặt với thách thức, trở ngại trong công việc, nhà thơ Anh là T.S.Eliot từng nói: "Chỉ những ai dám đi xa mới biết mình có thể đi bao xa"

### Tổ chức công việc
Khi không có tổ chức, không sắp xếp khoa học thì một số người sẽ lại trì hoãn việc mình muốn làm, đo đó cần lên kế hoạch cụ thể và có tổ chức và cứ theo đó mà làm. Phải tập trung phát triển tốt các kỹ năng tổ chức, khả năng quản lý công việc hiệu quả, kỹ năng sắp xếp các công việc theo trình tự ưu tiên và quản lý hiệu quả thời gian của mỗi cá nhân. Theo đó:
Trước khi bắt tay vào giải quyết vấn đề cần: 
- Xem xét một cách tổng thể, kĩ lưỡng vấn đề cần giải quyết, tránh qua loa đại khái, hời hợt theo kiểu cưỡi ngựa xem hoa.
- Phân chia công việc thành từng bước cụ thể
- Dự tính và dành thời gian cụ thể cho từng bước và quản lý dưới dạng tuần tự từng bước như lên từng bậc cầu thang (next steps).
- Đặt chỉ tiêu là có thể hoàn thành công việc ngày hôm đó và nếu có thể hãy biến chúng thành công việc duy nhất trong bảng biểu làm việc.

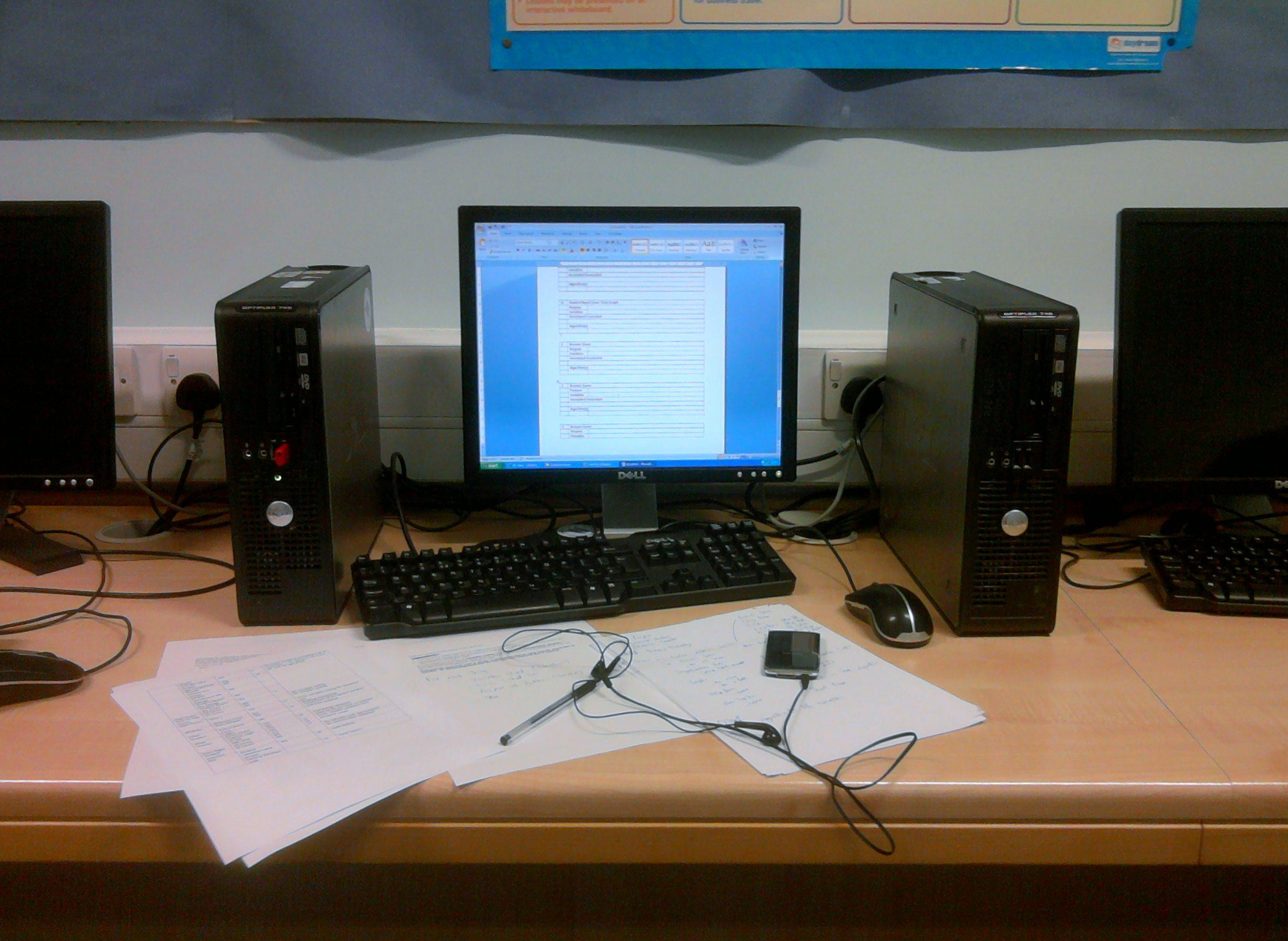
Lập danh mục và chia nhỏ công việc cần làm là một phương pháp

Làm việc theo Kế hoạch, quy hoạch cụ thể bằng hình thức lập thời gian biểu: Lập danh sách những việc cần hoàn thành trong ngày sẽ giúp dự tính thời gian và công việc, có thể bằng một tờ ghi chép nhỏ, một cuốn lịch bàn, sổ tay sẽ giúp lên kế hoạch chi tiết và hoàn thành công việc ngay lập tức và đúng giờ.
Chia nhỏ công việc cần làm: Chia những nhiệm vụ thành những công việc, những thao tác nhỏ và quy định một khung thời gian nhất định để hoàn thành. Bằng cách chia nhỏ những công việc với một khung thời gian nhất định, người ta có thể sẽ dễ quản lý hơn với việc thực hiện một công việc to lớn mà không thể biết nó được hoàn thành khi nào.
Tự đặt thời hạn cho bản thân: Tự tạo cho bản thân một đồng hồ thời gian và gia hạn cho mỗi công việc của bản thân và đừng để "nước đến chân mới nhảy" vì như vậy sẽ chẳng thể hoàn thành việc gì một cách trọn vẹn và thành công cả.
Tự đặt chỉ tiêu, mục tiêu đối với công việc cho bản thân bằng việc lên một danh sách những công việc cần làm trong ngày và ép buộc mình phải hoàn thành trong khoảng thời gian nào đó. Những người có tính trì hoãn trong công việc thường thích làm việc theo tùy hứng, nên việc có một kế hoạch hay mục tiêu riêng cho mình là rất cần thiết, nó giúp chủ thể có thêm động lực để giải quyết rốt ráo vấn đề.
Phân biệt công việc quan trọng và công việc cấp bách. Khi bị những công việc khẩn cấp khác chen ngang, phải xem xét trước khi quyết định xem có giải quyết hay không. Nhiều trường hợp, những việc cấp bách này ảnh hưởng không nhiều đến công việc và cuộc sống bằng những việc quan trọng khác, trong khi đó, những việc quan trọng là những việc có thể giúp chủ thể mở mang kiến thức, phát triển nghề nghiệp, hoặc đạt đến những giá trị có ý nghĩa nhân văn những công việc quan trọng này sẽ giúp  đến với thành công. Để ưu tiên cho các việc quan trọng, nên thu hẹp thời gian dành cho những việc khẩn cấp, nhưng vẫn phải đảm bảo sao cho những việc đó sẽ được giải quyết một cách thành công và hiệu quả, không nên tự xử lý tất cả những vấn đề khẩn cấp khi nảy sinh có thể nhờ hoặc ủy quyền để tập trung thời gian vào những công việc thật sự quan trọng.
Cần theo nguyên tắc việc quan trọng làm trước: Ưu tiên cho những việc quan trọng phải giải quyết trước vì tính chần chừ và ỉ lại sẽ làm chậm tiến độ công việc. Hơn nữa, vào những thời gian đầu tiên đang tràn trề năng lượng, người làm sẽ nhanh chóng giải quyết những việc làm khó và quan trọng hơn. Nếu để việc khó và quan trọng đến cuối ngày, lúc đó năng lượng và sự hưng phấn đã giảm đáng kể dẫn đến sẽ khó hoàn thành tốt những công việc hệ trọng.
Coi trọng công việc, không được chủ quan, đánh giá thấp công việc vì dù công việc có bình thường thế nào, nó đều tiêu tốn thời gian và công sức nhất định. Nếu chủ quan đánh giá thấp công việc thì một số người sẽ dành quá ít thời gian để làm và vô tình đẩy nó quá gần hạn chót đề ra, đồng thời việc hoàn thành công việc cũng không đảm bảo chất lượng, khó tránh khỏi nhiều sai sót.
Tạo thói quen đơn giản là luôn bắt đầu tiến hành mọi việc sớm hơn một chút, mọi công việc sẽ trở nên nhẹ nhàng và trôi chảy hơn. Trong hầu hết mọi trường hợp, người ta đều có thời gian, nhưng vấn đề là một số người đã bắt đầu quá trễ do đó cần phải tiến hành sớm hơn, dành thời gian dôi ra để tránh tình trạng bị động, hấp tấp vội vã, tránh căng thẳng cho bản thân và người xung quanh.
Tạo thói quen kết thúc công việc chưa hoàn thành, giải quyết rốt ráo, dứt điểm công việc đang dang dở, làm cho tới cùng. Nếu có một số nhiệm vụ chưa hoàn thành mà trì hoãn, ngụy biện, lấp liếm thì sẽ càng có thêm nhiều công việc không được hoàn tất do đó nên hoàn thành nốt những nhiệm vụ được giao trước khi bước sang làm một việc mới.
Không ôm đồm quá nhiều việc: Tính trì hoạn cũng liên quan đến việc ôm đồm quá nhiều việc. Khi lên kế hoạch cho công việc, một số người hay cả nể và làm việc giúp người này người kia, rồi tự trì hoãn công việc của mình nhưng khả năng của con người có giới hạn, việc của chính bản thân vẫn không thể hoàn thành thậm chí bị rối tung thêm với nhiều việc linh tinh khác. Cần biết từ chối trước yêu cầu, nhờ vả của người khác nếu thấy công việc đảm nhận đang trong tình trạng quá tải.

### Kỷ luật và giám sát
Nếu không có kỷ luật, con người ta sẽ có xu hướng biện hộ để trì hoãn công việc do đó cần tự tạo cho bản thân những kỉ luật riêng và phải tuân thủ nghiêm ngặt những điều đã đưa ra, đã cam kết. Theo Rory Vaden thì thành công chỉ tóm tắt lại trong một từ là Kỷ luật. Kỉ luật bản thân sẽ loại bỏ sự trì hoãn, những rối loạn, sự sao nhãng và sự ngu dốt. Luôn nghĩ đến hậu quả khi không thực hiện hoặc thực hiện quá chậm trễ như lỡ mất công việc, mất thu nhập, mất cơ hội, mất uy tín, mất hình ảnh đẹp, bị chỉ trích, bị kỷ luật, sa thải, đuổi việc…… từ sẽ có thêm động lực thôi thúc làm ngay và giải quyết nhanh gọn cho công việc. Hãy hoàn thành xong xuôi công việc rồi nên nghỉ ngơi, giải trí. Nếu chọn nghỉ ngơi, giải trí trước khi hoàn thành nhiệm vụ của mình thì có nguy cơ dễ bị kiệt sức và không còn nhiều hứng thú nào để hoàn thành công việc. Có sự khác biệt lớn giữa nghỉ ngơi và sự trì trệ dó đó luôn luôn dành đủ thời gian cho nghỉ ngơi nhưng vẫn phải theo sát thời gian biểu, lịch trình đã đề ra.
Cần có người giám sát: Trong quản lý, đôi khi có người khi làm việc phải có người theo sát và thúc ép, đôn đốc, nhắc nhở thì mới hoàn thành nhanh chóng công việc. Thường xuyên nhắc nhở, tự nhắc nhở và để đồng nghiệp hay bạn bè xem đã giải quyết công việc đến đâu. Nếu chưa làm được gì, một số người sẽ tự cảm thấy hổ thẹn và có động lực làm việc. Các nhà quản lý cần giúp nhân viên của mình, họ cần phải nhận ra những nhân viên nào là người có thể tự thân vận động còn người nào hay lần lữa. Người quản lý cần tổ chức các cuộc họp hàng ngày để hỏi kế hoạch của người thực hiện trong ngày đó và bước tiếp theo, đảm bảo kiểm tra thường xuyên để xem người đó có hoàn thành mục tiêu hay không từ đó có sự đốc thúc, hối thúc cần thiết. Sự giám sát này nên được thực hiện từ một trong ít nhất bốn mối quan hệ sau:
- Người giám sát: Cấp trên (Sếp) hoặc một người hướng dẫn rất được trọng vọng
- Người cấp dưới: Một nhân viên hoặc người được hướng dẫn
- Người có ý nghĩa: Bạn đời, thành viên gia đình, đồng nghiệp, bạn thân hoặc một người bạn chí cốt.
- Người ủng hộ: Một đối tác công tâm là bên thứ ba mang lại góc nhìn không thiên lệch

### Biện pháp khác
Tránh xa những thứ khiến con người bị phân tâm như những thú vui dễ hấp dẫn, cám dỗ. Nếu có người nào đó làm xao lãng sự tập trung, hay rời xa hoặc chế ngụ những cản trở đó. Lời khuyên cho rằng người ta sẽ đạt được những mục tiêu một cách nhanh chóng khi luôn giữ được sự tập trung, và đi theo những kế hoạch đã vạch ra mà không bị người khác làm mất phương hướng.
Tự thưởng cho bản thân: Sau mỗi công việc hoàn thành, nên tự thưởng cho bản thân mình bằng những việc đơn giản như mua một bộ quần áo mới, đi ra ngoài dạo chơi, ăn ở nhà hàng, một buổi hẹn ăn trưa, một ly kem hay một buổi đi shoping… để tạo động lực cho bạn thân phấn đấu hơn nữa. Nếu hoàn thành công việc khó khăn trước thời gian quy định thì hãy dành cho mình thời gian còn lại trong ngày để thả lỏng và thư giãn.
Phải đảm bảo đủ sức khỏe và tinh thần sảng khoái vì khi cảm thấy mệt mỏi hoặc tinh thần không thoải mái sẽ dễ trì hoãn công việc hơn do người ta không còn nhiều năng lượng và hứng thú để hoàn thành tốt công việc, cần có sự nghỉ ngơi để tái tạo năng lượng tinh thần mới có thể bắt tay vào giải quyết công việc một cách hiệu quả. Những phương pháp có thể thực hiện đơn giản như tăng cường sức khỏe bằng cách ăn vừa đủ, chủ yếu ăn thực vật, uống nhiều nước, tập thể dục, đi cầu thang bộ, ngủ trưa, và "khiến công việc trở nên có ý nghĩa"